# Форт-Бридж
Железнодорожный мост через Ферт-оф-Форт или просто мост через Форт (англ. Forth Bridge) — мост через залив Ферт-оф-Форт у восточного берега Шотландии. Мост соединяет столицу Шотландии город Эдинбург с областью Файф. Возведённый с 1882 по 1890 годы, мост стал одним из первых консольных мостов в мире, а также несколько лет имел максимальную длину пролёта. Относится к числу величайших достижений строительной техники XIX в. В 1999 году Британское правительство выдвинуло мост на включение в список Всемирного наследия ЮНЕСКО.
Мост и сопутствующая железнодорожная инфраструктура принадлежат компании Network Rail. Рядом с железнодорожным мостом залив Ферт-оф-Форт пересекают два автомобильных моста: висячий мост Форт-Роуд-Бридж, построенный в 1964 году, и вантовый мост Квинсферри-Кроссинг, открытый в 2017 году.

## История

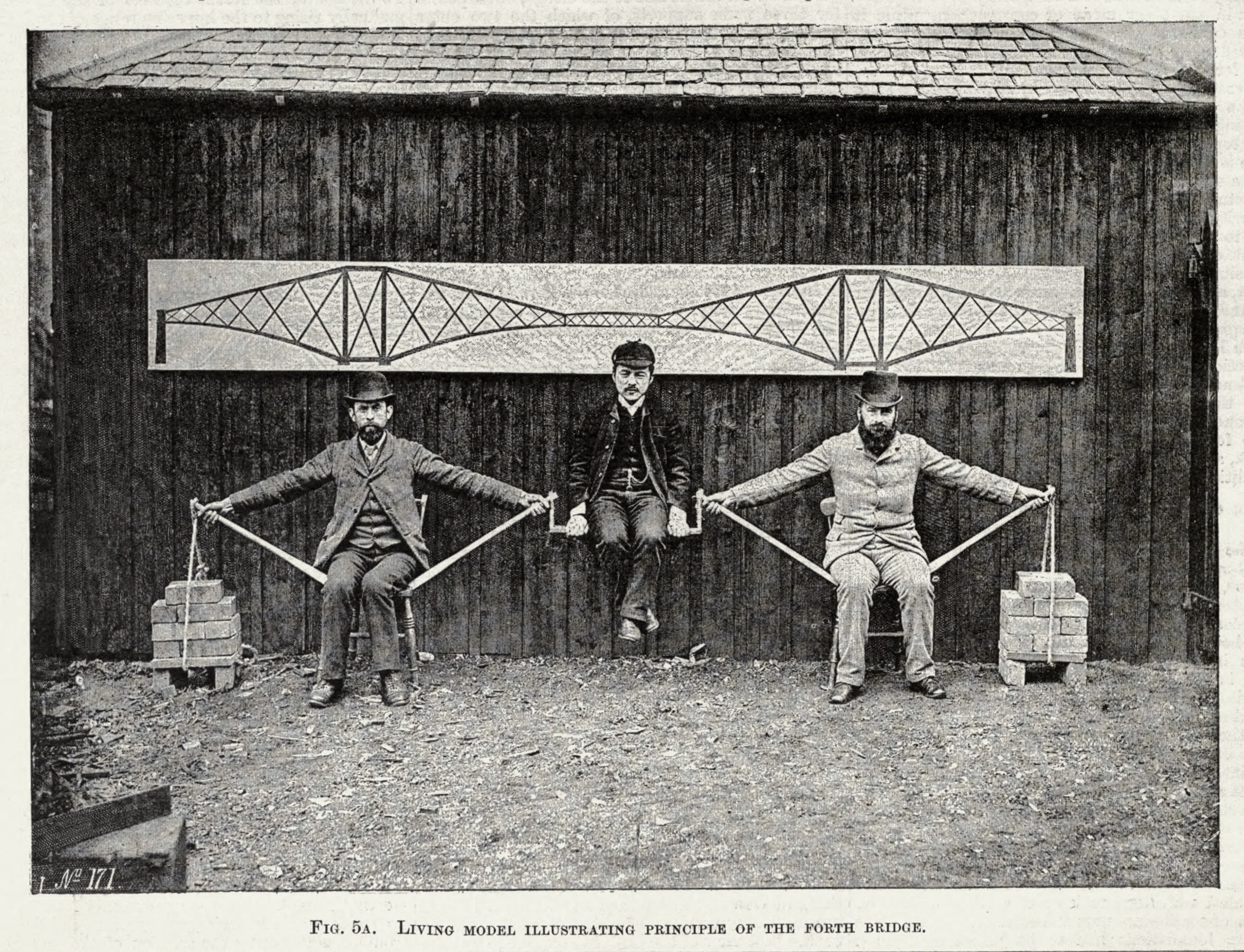
Открытка, демонстрирующая принцип консольного моста (между 1882 и 1904 гг.)

На протяжении большей части XIX века организации прямого железнодорожного сообщения по восточному берегу Шотландии между Эдинбургом и Абердином мешали два широких фьордообразных залива Северного моря — Ферт-оф-Форт и Ферт-оф-Тей. В 1806 году под Ферт-оф-Форт было предложено построить туннель, а в 1818 году — мост, однако оба проекта были отклонены. В 1865 году актом парламента было утверждено строительство моста в узкой части залива у деревни Куинсферри. В 1873 году консорциум из 4 железнодорожных компаний поручил проектирование моста Томасу Баучу, который предложил подвесной мост с двумя пролётами по 480 м. Из-за задержки финансирования строительные работы откладывались, и к 1879 году началась установка только одной опоры.

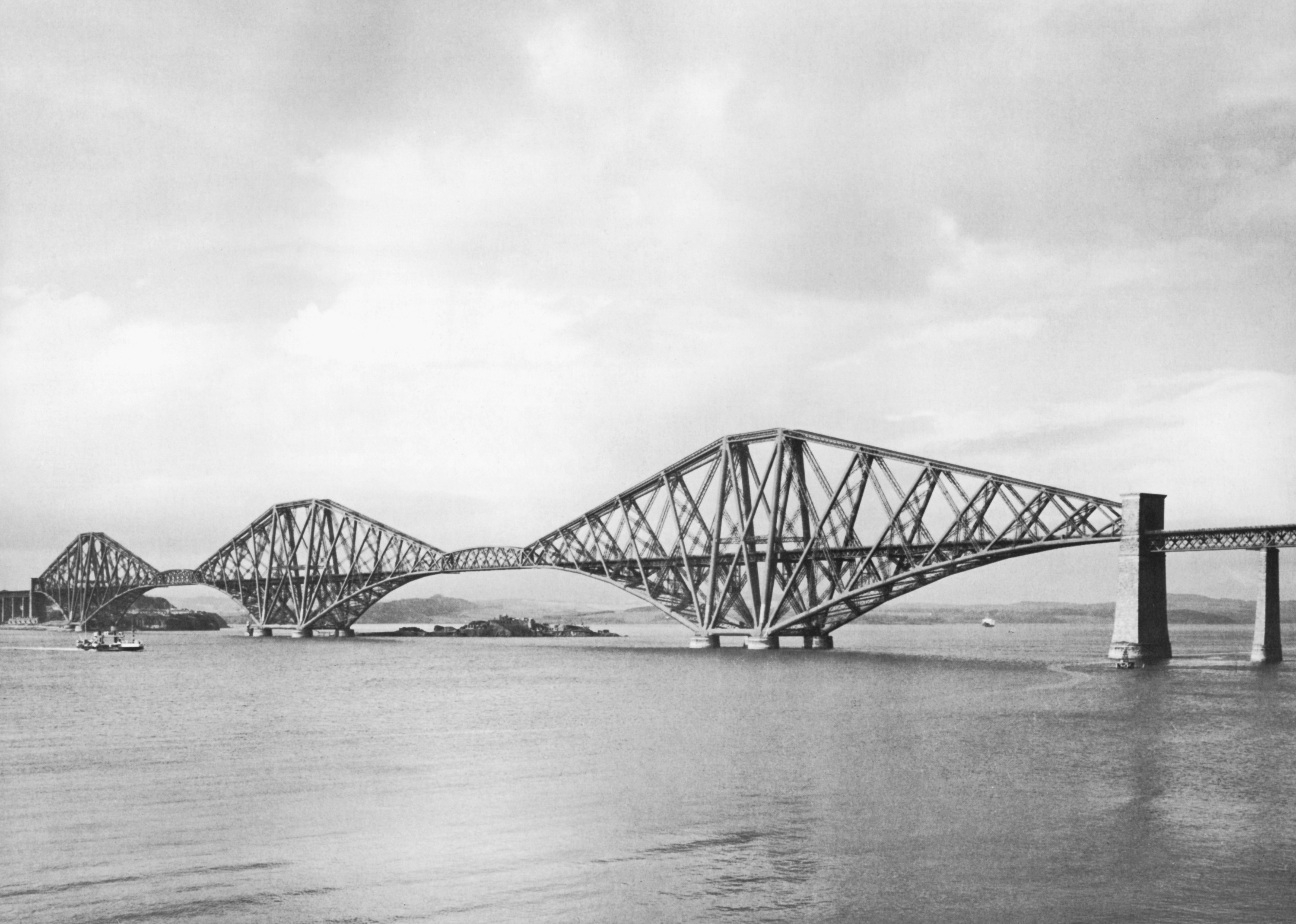
Мост через Форт после завершения в 1890 году

Строительство моста было остановлено сразу после катастрофы на мосту через Ферт-оф-Тей 28 декабря 1879 года, всего через два года после его возведения. В результате сильного шторма центральная секция моста вместе с проходящим поездом обрушилась, что привело к гибели 75 человек. Результаты комиссии, представленные в январе 1881 года, выявили недочёты в проекте рухнувшего моста, и план Бауча был отвергнут. После скорой смерти Томаса Бауча инженеры Джон Фаулер и Бенджамин Бэйкер представили новый проект на основе консольной структуры, который был утверждён парламентом в июле 1881 года. Из-за происшествия с мостом через Тей к мосту через Ферт-оф-Форт были предъявлены сильно завышенные требования — не должно было быть никаких вибраций даже при проходящем по мосту поезде.

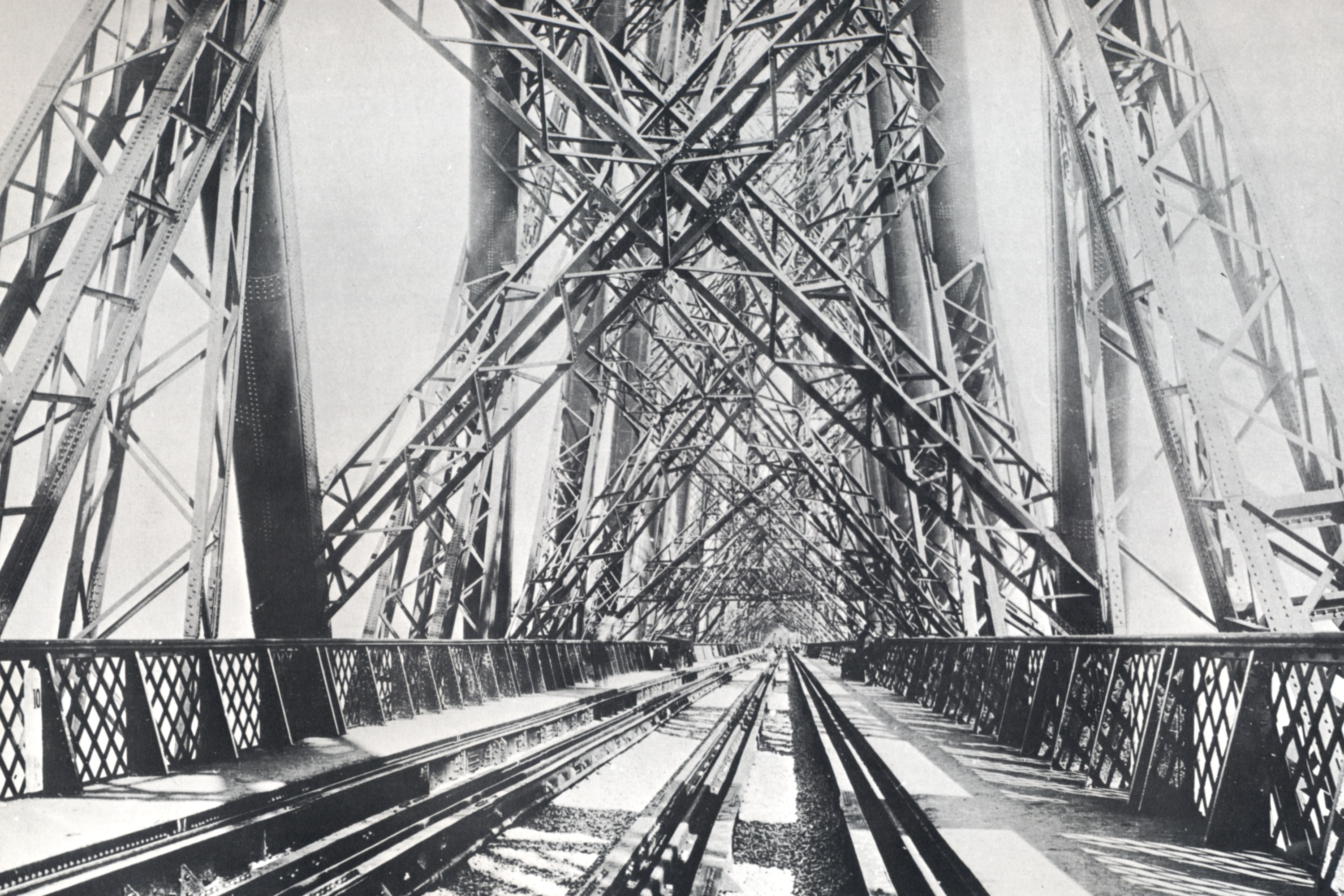
На мосту после его завершения в 1890 году

Отказавшись от чугуна и кованого железа, инженеры выбрали сталь, благо с разработкой мартеновской печи в 1865 году её качество значительно повысилось. Позаимствовав опыт американского инженера Джеймса Идса, построившего первый крупный стальной мост через Миссисипи в 1874 году, британцы начали строительство в декабре 1882 и к концу 1885 года завершили установку гранитных быков, восемь из которых стоят в воде. Подготовка фундамента подводных опор производилась рабочими с помощью кессонов — массивных металлических цилиндров, погруженных на глубину 27 м.
В 1886 году начались работы по возведению опор, на которые ушло неслыханное количество стали — 54 860 тонн, произведённых на двух сталелитейных производствах Шотландии и одном в Уэльсе. 6,5 млн заклёпок общим весом 4 267 тонн были сделаны в Глазго. Центральный пролёт был закрыт 14 ноября 1889 года.
Подвесное пролётное строение средней части главных пролетов длиной 100,74 м было доставлено на плаву.
При строительстве моста погибло 57 человек, причём ещё восьмерых спасли с лодок, дежуривших под мостом (хотя относительно точного числа жертв существуют сомнения).
21 января 1890 года два поезда длиной по 300 м въехали одновременно на мост с южной стороны. Два локомотива весом по 72 тонны тянули по 50 вагонов, общий вес каждого поезда составлял 900 тонн. Испытания показали, что структурные смещения были в заданных пределах.
Церемония открытия моста 4 марта 1890 года проводилась принцем Уэльским (Эдуард VII) в присутствии Бенджамина Бэйкера и Гюстава Эйфеля. Общая стоимость проекта составила 3,2 млн. фунтов стерлингов. Открытие моста сопровождалось дискуссиями о его эстетической составляющей — поэт и художник Уильям Моррис назвал мост «верхом уродства» (англ. the supremest specimen of all ugliness).
За 1894 год по мосту проехал 26 451 пассажир, общая нагрузка составила 7 492 833 тонны. В 2000 году эти показатели составили 54 080 человек и 10 500 000 т.
На протяжении более 120 лет, начиная с момента постройки, шотландцы непрерывно красили мост длиной 2,5 км. Когда начинала сохнуть краска на одном конце, на другом уже появлялась ржавчина. Таким образом, в Великобритании выражение «красить Форт-бридж» стало эквивалентом фразеологизмов «Сизифов труд» и «носить воду в решете». С 2012 года, благодаря новому составу специальной краски, процесс бесконечной покраски прерван, по оценкам, по крайней мере на 25 лет.

## Конструкция
Общая длина моста составляет 2,5 км. С юга к консольной части моста подходит виадук из 10 пролётов по 51,2 м, с севера — из 5 пролётов. Схема разбивки на пролёты — 52,73 + 8 х 51,20 + 54,56 + 210,23 + 43,20 + 521,20 + 79,25 + 521,20 + 44,20 + 210,23 + 54,56 + 3 х 51,20 + 54,74 м. Мост имеет три основные опоры высотой 100,6 м, центральная из которых располагается у острова Инчгарви, посередине глубокого залива. Собранные из труб диаметром 3,6 м консоли поддерживают рукава длиной по 207,3 метра, соединённые перемычками длиной 106,7 м, что делает суммарное расстояние пролёта равным 521,3 м. Расстояние между опорами составляет 582,8 м, между крайними быками — 1630,7 м. Железнодорожное полотно проходит на высоте 48,2 м над уровнем воды в прилив.

## В популярной культуре

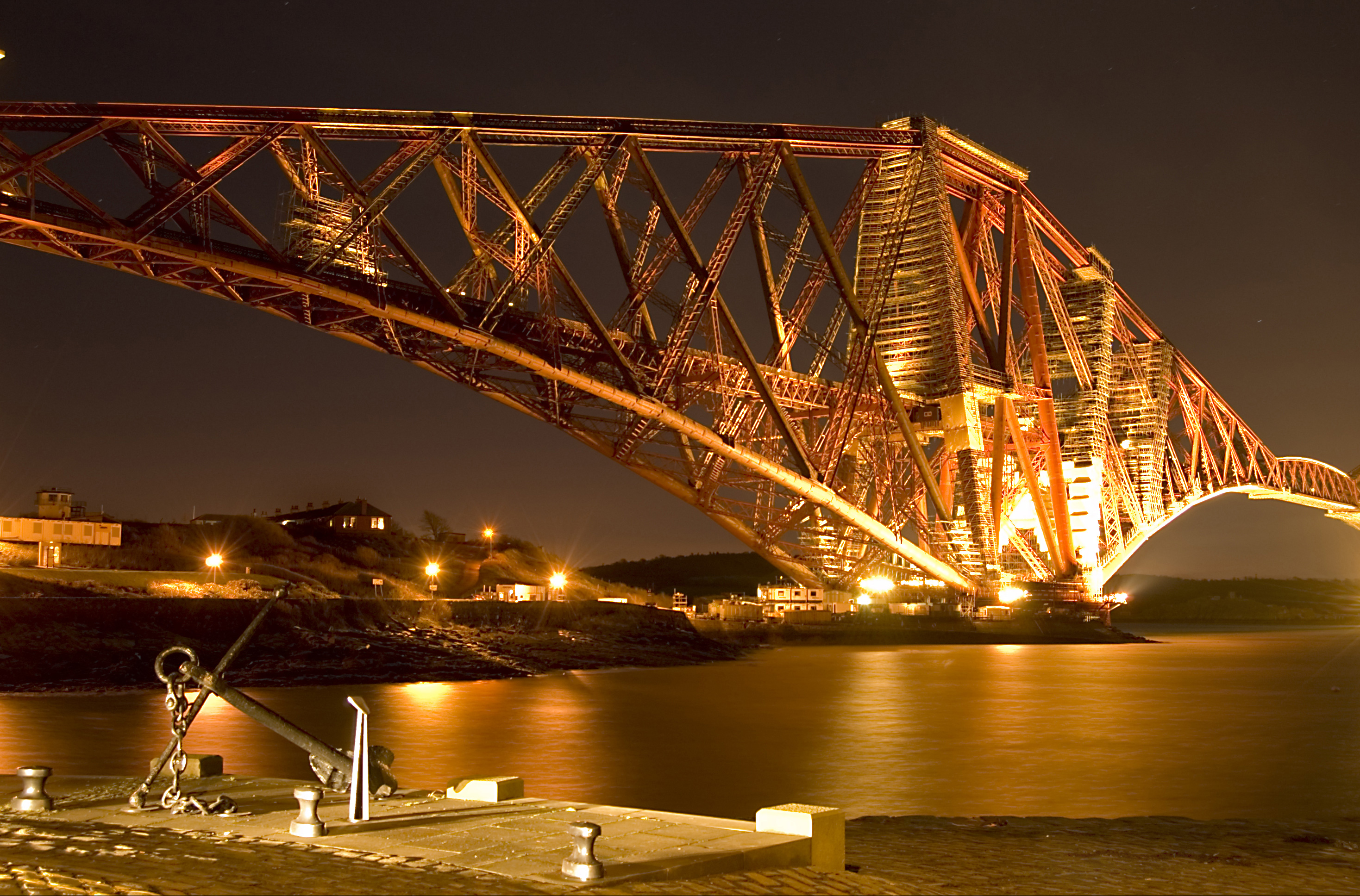
Мост через Форт ночью

- На мосту снималась одна из сцен фильма Альфреда Хичкока «Тридцать девять ступеней» 1935 года, а также в его ремейке 1959 года.
- Железнодорожный мост через Ферт-оф-Форт встречается в компьютерных играх Grand Theft Auto: San Andreas (под названием Kincaid Bridge) и Need for Speed: Underground
- Мост через Ферт-оф-Форт явился прототипом фантастического гротескного моста, на котором происходит действие романа Иэна Бэнкса «Мост».